# کوسکول
کوسکول (به قزاقی: Koskol) یک منطقهٔ مسکونی در قزاقستان است که در شهرستان اولیتاو واقع شده‌است. کوسکول ۴۱۲ نفر جمعیت دارد و ۱۲۲ متر بالاتر از سطح دریا واقع شده‌است.